# Martin Šaško
Martin Šaško (auch Sasko, Sassko; * 28. April 1807 in Košariská, Komitat Neutra, Oberungarn; † 20. Februar 1893 in Brezová, Komitat Neutra, Oberungarn) war der bedeutendste slowakische Orgelbauer des 19. Jahrhunderts.

## Leben
Sein Vater war Bauer (oder Tischler?). Martin lernte zunächst das Tischlerhandwerk in Skalitz (Skalica) und mit 18 Jahren den Orgelbau in Brünn (Brno). Er ließ sich in seinem Heimatort Brezová nieder und gründete dort eine Orgelbauwerkstatt. Zunächst führte er kleinere Arbeiten wie Reparaturen aus und baute 1834 für die evangelische Kirche in Brezová seine erste eigene Orgel. Danach baute er etwa 100 weitere Instrumente neu oder um.
Zu seinen Schülern gehörten seine Söhne Martin und Ján, sein Enkel Gustáv Adolf Molnár, Samuel Wagner und weitere Orgelbauer. Martin Šaško gehörte zu den slowakischen Intellektuellen, die für eine stärkere nationale Eigenständigkeit eintraten.
1882 übergab er seine Werkstatt dem Enkel Gustáv Adolf Molnár.

## Orgeln (Auswahl)
Martin Šaško führte etwa 100 Neubauten, Umbauten und Reparaturen an Orgeln durch, vor allem in der heutigen Slowakei, einige in Ungarn. Seine Instrumente zeichnen sich durch einen feinen Klang, sorgfältige Fertigung mit hochwertigen Materialien und eine hohe Beständigkeit aus. Einige sind erhalten.
Orgelneubauten
| Jahr    | Ort                   | Gebäude                        | Bild | Manuale | Register | Bemerkungen                                                        |
| ------- | --------------------- | ------------------------------ | ---- | ------- | -------- | ------------------------------------------------------------------ |
| 1834    | Brezová               | Evangelische Kirche            |      | I/P     | 15       | erste Orgel, erhalten                                              |
| 1844    | Jablonica             | St. Stephanskirche, katholisch |      | II/P    | 23       | erhalten                                                           |
| 1862    | Mezőberény, Ungarn    | Evangelische Kirche            |      | II/P    | 26       | erhalten, Umbauten                                                 |
| 1866/67 | Bakonycsernye, Ungarn | Evangelische Kirche            |      | I/P     | 13       | erweitert auf I/P, 16, 2017 restauriert                            |
| 1870    | Myjava                | Evangelische Kirche            |      | II/P    | 25       | erhalten                                                           |
| 1872    | Békés, Ungarn         | Reformierte Kirche             |      | II/P    | 32       | erhalten, kleinere Umbauten der Disposition                        |
| 1872    | Trnava                | Kathedrale Johannes der Täufer |      | II/P    | 18       | erhalten, 1905 Umbau durch Rieger, 1917 Abgabe der Prospektpfeifen |
| 1874    | Stará Turá            | Evangelische Kirche            |      | II/P    | 17       | erhalten                                                           |